# 대수적 순환
대수기하학에서 대수적 순환(代數的循環, 영어: algebraic cycle)은 어떤 대수다양체 V의 부분 다양체들의 선형 결합으로 나타내어지는 호몰로지류이다. 이를 이용하여, 대수적 위상수학과 대수기하학을 연관시킬 수 있다.

## 정의
스킴 {\displaystyle X} 위의 대수적 순환들의 아벨 군 {\displaystyle Z_{\bullet }(X)}는 {\displaystyle X}의 기약 축소 닫힌 부분 스킴들로 생성되는 자유 아벨 군이다. 이는 부분 스킴의 크룰 차원으로 인하여 등급을 갖는다.

## 타당한 동치
대수적으로 닫힌 체 위의 비특이 사영 대수다양체 {\displaystyle X} 위의 두 대수적 순환
{\displaystyle A=\sum _{Y\subseteq Z}A_{Y}Y\in Z(X)}
{\displaystyle B=\sum _{Y\subseteq Z}B_{Y}Y\in Z(X)}
에 대하여, 만약
{\displaystyle \dim(Y\cap Y')=\dim Y+\dim Y'-\dim X\qquad \forall Y,Y'\subseteq Z,\;a_{Y}\neq 0,\;b_{Y'}\neq 0}
이라면, {\displaystyle A}와 {\displaystyle B}가 서로 제대로 교차(영어: properly intersect)한다고 한다.
대수적으로 닫힌 체 위의 비특이 사영 대수다양체 {\displaystyle X} 위의 대수적 순환들의 타당한 동치(妥當한 同値, 영어: adequate equivalence relation)는 {\displaystyle Z(X)} 위에 정의된, 다음 조건을 만족시키는 동치 관계 {\displaystyle \sim }이다.
- (선형성) 임의의 {\displaystyle m,n\in \mathbb {Z} }, {\displaystyle \alpha ,\alpha ,\beta ,\beta '\in Z(X)}에 대하여, 만약 {\displaystyle \alpha \sim \alpha '}, {\displaystyle \beta \sim \beta '}이라면 {\displaystyle m\alpha +n\beta \sim m\alpha '+n\beta '}이다.
- (저우 이동 보조 정리) 임의의 {\displaystyle \alpha ,\beta \in Z(X)}에 대하여, {\displaystyle \alpha }와 동치이며 {\displaystyle \beta }와 제대로 교차하는 {\displaystyle \alpha '\sim \alpha }가 존재한다.
- (밂) 임의의 {\displaystyle \alpha \in Z(X)} 및 {\displaystyle \beta \in Z(X\times Y)}에 대하여, 만약 {\displaystyle \beta }와 {\displaystyle \alpha \times Y}가 제대로 교차하며, 또한 {\displaystyle \alpha \sim 0}이라면, {\displaystyle (\pi _{Y})_{*}(\beta \cdot (\alpha \times Y))\sim 0}이다. 여기서 {\displaystyle \pi _{Y}\colon X\times Y\to Y}는 사영 사상이다.

대수적 순환의 유리 동치는 타당한 동치를 이룬다. 이 밖에도 흔히 쓰이는 타당한 동치로는 다음 네 가지가 있다.
- 유리 동치(有理同値, 영어: rational equivalence) {\displaystyle \sim _{\text{rat}}}
- 대수적 동치(代數的同値, 영어: algebraic equivalence) {\displaystyle \sim _{\text{alg}}}
- 호몰로지 동치(homology同値, 영어: homological equivalence) {\displaystyle \sim _{\hom }}
- 수치 동치(數値同値, 영어: numerical equivalence) {\displaystyle \sim _{\text{num}}}

이들은 더 엉성해지는 순서로 나열하였다. 즉, 예를 들어 서로 유리 동치인 두 대수적 순환은 항상 대수적 동치이지만, 그 역은 일반적으로 성립하지 않는다. 대수적 동치와 호몰로지 동치는 여차원 1(인자)인 경우 서로 일치하지만, 더 큰  여차원에서는 서로 일치하지 않으며, 그 차이는 그리피스 군(영어: Griffiths group)으로 측정된다.

### 유리 동치
대수적으로 닫힌 체 {\displaystyle K}위의 비특이 사영 대수다양체 {\displaystyle X} 위의 부분 다양체 {\displaystyle A,B\in Z(X)}에 대하여, 만약  다음 두 조건을 만족시키는 대수적 순환 {\displaystyle V\in Z(X\times \mathbb {P} _{K}^{1})}이  존재한다면, {\displaystyle A}와 {\displaystyle B}가 서로 유리 동치라고 한다.
- {\displaystyle [V\cap X\times \{0\}]-[V\cap X\times \{\infty \}]=[A]-[B]}
- 사영 사상 {\displaystyle V\twoheadrightarrow \mathbb {P} _{K}^{1}}는 평탄 사상이다.

### 대수적 동치
대수적으로 닫힌 체 {\displaystyle K}위의 비특이 사영 대수다양체 {\displaystyle X} 위의 부분 다양체 {\displaystyle A,B\in Z(X)}에 대하여, 만약  다음 두 조건을 만족시키는
- 대수 곡선 {\displaystyle C}
- {\displaystyle C} 속의 두 닫힌 점 {\displaystyle c,d\in C}
- {\displaystyle X\times C} 속의 대수적 순환 {\displaystyle V}

가 존재한다면, {\displaystyle A}와 {\displaystyle B}가 서로 대수적 동치라고 한다.
- {\displaystyle [V\cap X\times \{c\}]-[V\cap X\times \{d\}]=[A]-[B]}
- 사영 사상 {\displaystyle V\twoheadrightarrow C}는 평탄 사상이다.

### 호몰로지 동치
복소수체 위의 대수다양체의 경우, 특이 호몰로지를 정의할 수 있으며, 또한 대수적 순환에서 특이 호몰로지로 가는 사상
{\displaystyle Z(X)\to H^{2\bullet }(X)}
이 존재한다. 만약 두 대수적 순환이 같은 특이 호몰로지류에 대응한다면, 이들을 서로 호몰로지 동치라고 한다.
복소수체가 아닌 체의 경우, 다른 베유 호몰로지 이론을 사용하여 호몰로지 동치를 정의할 수 있다.

### 수치 동치
대수적으로 닫힌 체 {\displaystyle K}위의 비특이 사영 대수다양체 {\displaystyle X} 위의 부분 다양체 {\displaystyle A,B\in Z^{k}(X)}에 대하여, 만약 임의의 {\displaystyle k}차원 대수적 순환 {\displaystyle T}에 대하여 다음이 성립한다면, {\displaystyle A}와 {\displaystyle B}가 서로 수치 동치라고 한다.
- {\displaystyle \deg(A\cap T)=\deg(B\cap T)}

## 저우 환
대수적으로 닫힌 체 위의 사영 대수다양체 {\displaystyle X} 위의 대수적 순환들의 자유 아벨 군에 유리 동치에 대한 몫군을 취하여 얻는 군을 {\displaystyle A(X)}라고 쓰자. 이는 여차원에 따라 다음과 같이 등급으로 분해할 수 있다.
{\displaystyle A^{\bullet }(X)=\bigoplus _{k=0}^{\dim {X}}A^{k}(X)}
이 위에 다음과 같이 교차곱을 정의하자.
{\displaystyle [Y]\cdot [Z]=[Y\cap Z]}
이 때, 동치류의 대표원 {\displaystyle Y}, {\displaystyle Z}는 저우 이동 보조 정리를 사용하여 서로 제대로 교차하게 고른다. 위 정의는 대표원의 선택에 상관없음을 보일 수 있으며, 이는 여차원에 대하여 가법적이다.
{\displaystyle \cdot \colon A^{k}(X)\times A^{l}(X)\to A^{k+l}(X)}
이에 따라 {\displaystyle (A^{k}(X),\cdot )}은 등급환을 이루며, 이를 {\displaystyle X}의 저우 환([周]環, 영어: Chow ring)이라고 한다. 이는 일종의 코호몰로지 환이다.
만약 {\displaystyle X}가 복소수체 위의 비특이 사영 대수다양체라면, 저우 환에서 (해석적 위상에 대한) 정수 계수 특이 코호몰로지로 가는 환 준동형이 존재하며, 그 상은 모두 짝수 차수에 속한다. 일반적으로 이 준동형은 단사 함수도, (짝수 차수에 국한하여도) 전사 함수도 아니다.
{\displaystyle f\colon A^{\bullet }(X)\to H^{2\bullet }(X^{\operatorname {an} };\mathbb {Z} )}

## 예
대수적으로 닫힌 체 위의 기약 대수다양체 {\displaystyle X}의 여차원 0의 대수적 순환은 {\displaystyle X} 자체밖에 없다. 즉, 이로부터 생성되는 군은 {\displaystyle \mathbb {Z} }와 동형이며, 유리 동치 · 대수적 동치 · 호몰로지 동치 · 수치적 동치가 일치한다.
대수적으로 닫힌 체 위의 대수다양체 {\displaystyle X}의 여차원 1의 대수적 순환의 군은 카르티에 인자의 군
{\displaystyle \operatorname {CaDiv} (X)=\operatorname {H} ^{1}(X;{\mathcal {K}}_{X}^{\times }/{\mathcal {O}}_{X}^{\times })}
에 해당된다. 이 경우, 여차원 1의 저우 군(=유리 동치에 대한 몫군)은 피카르 군이다.
{\displaystyle \operatorname {Pic} (X)=\operatorname {H} ^{1}(X;{\mathcal {O}}_{X}^{\times })}
이 경우 대수적 동치와 (정수 계수) 호몰로지 동치는 일치하며, 이에 대한 몫군은 네롱-세베리 군이다.
{\displaystyle \operatorname {NS} (X)=\operatorname {Pic} (X)/\operatorname {Pic} _{0}(X)\subset \operatorname {H} _{\text{sing}}^{2}(X;\mathbb {Z} )}
수치 동치와 (유리수 계수) 호몰로지 동치는 일치하며, 이에 대한 몫군은 네롱-세베리 군의 꼬임 부분군에 대한 몫군이다.
{\displaystyle \operatorname {NS} (X)/\operatorname {Tors} (\operatorname {NS} (X))\subset \operatorname {H} _{\text{sing}}^{2}(X;\mathbb {Q} )}

## 역사
이 용어는 1950년~60년대 몇가지 근본적인 추측이 이루어지기 시작하여 대수적 순환은 대수기하학의 주요 목표가 되었다. 문제의 본질은 매우 설명하기 쉬워 대수적 순환의 존재를 예측하긴 쉽지만, 현재 그것들을 구성하는 게 무엇인지는 불확실하다. 이러한 대수적 순환의 주요 추측으로는 호지 추측 및 테이트 추측이 있다. 또한, 대수적 순환은 대수적 K이론과도 밀접하게 연관되어 있는 것으로 추측된다.
유리 동치에 대한 저우 움직임 정리와 저우 환의 존재는 저우웨이량이 1956년에 증명하였다. 타당한 동치 관계의 개념은 피에르 사뮈엘(프랑스어: Pierre Samuel)이 1958년에 정의하였다.

## 같이 보기
- 인자 (대수기하학)
- 코호몰로지
- 호지 이론